# Reinhard Winterhoff
Reinhard Winterhoff (* 20. August 1895 in Hagen; † 20. November 1968 in Hamburg) war ein Offizier, zuletzt Generalintendant der deutschen Luftwaffe im Zweiten Weltkrieg.

## Leben
Beförderungen
- 14. Juli 1920 Gerichtsreferendar
- 23. Februar 1924 Gerichtsassessor
- 18. Februar 1929 Amtsgerichtsrat
- 1. August 1933 Regierungsrat
- 1. Oktober 1935 Oberregierungsrat
- 1. August 1939 Intendant
- 1. August 1940 Oberstintendant
- 1. Oktober 1944 Generalintendant

### Frühe Jahre und Erster Weltkrieg
Winterhoff begann von 1914 bis März 1915 ein Jurastudium an der Universität Lausanne und Bonn. Im April 1915 musste er sein Studium für den Kriegsdienst im Ersten Weltkrieg unterbrechen. Winterhoff rückte zunächst zur Infanterie ein. Anfang 1918 wechselte er zu den Fliegerkräften und absolvierte dort eine Beobachterausbildung. Am 30. November 1918 schied er als Leutnant der Reserve aus dem Wehrdienst aus und nahm im Dezember 1918 sein Jurastudium, dieses Mal an der Universität Münster, wieder auf.

### Zwischenkriegszeit
Am 14. Juli 1920 bestritt er sein 1. juristischen Staatsexamen. Anschließend absolvierte er vom 17. August 1920 bis Februar 1924 seinen juristischen Vorbereitungsdienst an verschiedenen Fakultäten und Gerichten. Am 23. Februar 1924 legte er sein zweites juristisches Staatsexamen ab. Am 24. April 1924 trat Winterhoff in den Staatsdienst ein und arbeitete dort bis Mitte Februar 1929 als Gerichtsassessor an den Amtsgerichten Haspe, Meschede und Bigge, ferner auch am Landgericht Arnsberg und Meschede. Am 28. Februar 1929 wurde er Richter beim Reichsausgleichgericht in Berlin und behielt diese Funktion bis Mitte April 1930 bei. Im Anschluss hieran fungierte er in derselben Position bis Ende Juli 1933 beim Reichs-Polenschäden-Kommissar sowie beim Reichsamt für Flugsicherung, beide ebenfalls in Berlin. Am 1. August 1933 wechselte Winterhoff zur im Aufbau befindlichen Luftwaffe über, wo er bis Mitte März 1938 Regierungsrat, später Oberregierungsrat im Reichsluftfahrtministerium (RLM) war. Vom 17. März 1938 bis Ende Juni 1938 fungierte er beim Luftkreis-Kommando VII in Berlin sowie anschließend bis Ende Juli 1939 als ständiger Vertreter des Luftgau-Intendanten XI in Hannover.

### Zweiter Weltkrieg
Im Zuge der allgemeinen Mobilmachung, wurde Winterhoff zum 1. August 1939 zum Luftgauintentanden XI von Hannover ernannt, diesen Posten hatte er bis Ende Februar 1940 inne. Anschließend fungierte er in gleicher Position von März 1940 bis August 1943 als Luftgauintendant von Hamburg (1. März 1940 bis 31. Mai 1942), Kiew (Juni 1942 bis Februar 1943) sowie Moskau (Februar 1943 bis August 1943). Dem folgte vom 25. August 1943 bis Mitte November 1943 sein Einsatz als Feldluftgauintendant XXVII sowie vom 16. November 1943 bis April 1944 als Luftgauintendant von Westfrankreich.
Zum 1. Mai 1944 wurde Winterhoff zu den Truppen des Sonderdienstes berufen, wo er bis zum 10. Mai 1944 als Beamter z. b. V. im RLM tätig war. Vom 11. Mai 1944 bis Juni 1944 wurde er zu Einweisung als Chef der Amtsgruppe LP im RLM, dessen Chef er am 3. Juni 1944 wurde. Diese Position, hielt er bis zum 8. Mai 1945 inne und kam anschließend in Kriegsgefangenschaft. Aus dieser wurde Winterhoff 1947 wieder entlassen.